# Sörby (Hagfors)
Sörby is een plaats in de gemeente Hagfors in het landschap Värmland en de provincie Värmlands län in Zweden. De plaats heeft 111 inwoners (2005) en een oppervlakte van 36 hectare.